# Ranma Saotome
(Tipica frase di Ranma per presentarsi)
Ranma Saotome (早乙女 乱馬?, Saotome Ranma) è il protagonista della serie manga ed anime di Rumiko Takahashi Ranma ½, dal quale viene preso il nome per il titolo.

## Storia
Ranma significa confusione o cavallo spericolato, avventato. All'inizio della storia Ranma ha 16 anni, ed è esperto di arti marziali (Kenpō). Veste con vestiti di fattura cinesi (di solito una camicia rossa e pantaloni blu) e ha i capelli neri, legati in un codino.
Ranma è l'unico figlio di Genma e Nodoka Saotome. Viene portato via da casa dal padre all'età di due anni circa per iniziare un periodo di allenamento durante il quale il ragazzo deve perfezionare le sue abilità nelle arti marziali. Da bambino conosce Ukyo Kuonji, figlia di un venditore ambulante di okonomiyaki e combattente di arti marziali. Genma promette in sposo Ranma al padre di Ukyo in cambio della bancarella di okonomiyaki, ma alla prima occasione Genma scappa con Ranma ed il carrettino, lasciando Ukyo col padre.
In seguito Genma porta Ranma in Cina in un luogo di allenamento chiamato Jusenkyo, Le sorgenti maledette. Se una persona dovesse malauguratamente cadere in una di queste sorgenti, questa si trasformerebbe in qualsiasi cosa fosse caduta nella sorgente la prima volta, e potrebbe riacquistare il proprio aspetto solo bagnandosi con l'acqua calda. Inconsapevoli di questo dettaglio, e troppo desiderosi di allenarsi per ascoltare il suggerimento della guida che li esorta a stare attenti, padre e figlio iniziano a combattere. Quando Ranma, colpendo il padre, lo fa cadere nella sorgente del panda annegato, resta sorpreso che dalla sorgente esca fuori un gigantesco panda; Genma, ora sotto le sembianze animali, sfrutta la disattenzione del figlio e lo colpisce, cosicché il ragazzo cade nella fatidica Nyannichuan o sorgente della ragazza annegata, trasformandosi in una ragazza dai capelli rossi (neri nelle prime copertine del manga); la sua controparte femminile è simile a Akemi Roppongi, personaggio secondario appartenente al precedente successo di Rumiko Takahashi, Maison Ikkoku.
Prima che tutto ciò accadesse, Genma aveva promesso Ranma in sposo ad una delle figlie del suo migliore amico e compagno di arti marziali Soun Tendo, in modo che i due potessero ereditare il titolo e portare avanti la tradizione di arti marziali delle due famiglie. Tornati in Giappone i due Saotome si recano dalla famiglia Tendō. Qui Soun, dopo aver appreso della loro triste sorte, decide comunque che quello di Ranma è un problema superabile e quindi gli presenta due delle sue tre figlie, Kasumi e Nabiki, che però propongono come fidanzata ufficiale di Ranma la loro sorella minore, Akane, della stessa età del ragazzo col codino, convenendo che un maschiaccio come la loro sorellina è più appropriato ad un ragazzo che si trasforma in ragazza. Inizialmente tra i due ragazzi si sviluppa astio, sentendosi costretti ad una promessa di matrimonio per un accordo preso non da loro, ma finiscono presto con lo sviluppare complicità e affetto, anche se per tutta la serie non faranno che negare i sentimenti che provano l'uno per l'altra.
Durante la permanenza dalla famiglia Tendo, Ranma incontra una serie di ragazze che lo corteggiano apertamente, tra cui la stessa Ukyo che, ritrovati i Saotome, rivendica il suo posto di fidanzata ufficiale.
Anche la versione femminile di Ranma riscuote molto successo. Ha infatti numerosi fan come il campione di kendo Tatewaki Kuno e Mikado Sanzenin.
In seguito Genma riceve una lettera dalla moglie Nodoka. Impaurito dalla notizia di un arrivo imminente della consorte, Genma rivela che al momento della sua partenza promise alla moglie che avrebbe fatto di Ranma il "più forte e virile di tutti gli uomini", altrimenti sia lui che Ranma avrebbero fatto seppuku (con Nodoka stessa nel ruolo di kaishakunin, come narrato nell'OAV "Il sapore della sfida").
Genma teme che se Nodoka dovesse venire a conoscenza della condizione di Ranma, i due sarebbero costretti a tener fede alla promessa fatta. Quindi, con la complicità dei Tendo, Genma prende le sembianze di panda-chan, il panda di casa, Ranma, invece, in versione ragazza è presentata alla madre come Ranko, la cugina di Akane.
Ranma, comunque, desideroso di rivelare alla madre la sua vera identità, fa vari tentativi per mostrarsi in versione maschile, ma viene sempre fermato da Genma, impaurito che possa trasformarsi in ragazza sotto gli occhi della madre accidentalmente e in parte anche geloso del fatto che la moglie, in visita dai Tendo, non faccia che chiedere del figlio Ranma, non accennando mai al marito.
Ranma, dopo aver salvato la madre da morte certa, diventa una ragazza prima che ella si svegli. Nel manga, tuttavia, Nodoka riconoscerà padre e figlio e non farà harakiri.

## Carattere
In circostanze normali Ranma è spensierato, senza paure, ma manca di esperienza nelle situazioni amorose e spesso parla senza curarsi delle conseguenze o di poter ferire i sentimenti altrui. Ad esempio afferma che la sua versione femminile ha un seno più grande di quello di Akane, nonostante la ragazza sia contenta delle sue misure. In varie occasioni è costretto ad indossare i vestiti della fidanzata dato che i suoi sono tutti sporchi e non manca di sottolineare quanto quei vestiti gli vadano stretti al petto e larghi in vita. Spesso insulta gli aspetti di Akane di cui lei si sente insicura, sottolineando come la forza di quest'ultima sia paragonabile a quella di un ragazzo, o evidenziando il fatto che Akane è decisamente una frana in cucina, o ancora dandole del "maschiaccio" e della "vita larga".
Ranma mostra anche poco rispetto per le figure di autorità come il padre, il preside della scuola, il vecchio maestro Happosai e l'insegnante Hinako Ninomiya – che, del resto, si dimostrano spesso dei lunatici bizzarri.
Ranma appare poco interessato alle materie scolastiche. A causa della sua formazione incentrata ossessivamente sulle arti marziali, ha frequentato le istituzioni scolastiche in maniera estremamente discontinua.
Nonostante il suo carattere spavaldo e a tratti irrispettoso, Ranma resta per alcuni aspetti un ragazzo ingenuo e persone più sveglie di lui, come Nabiki, riescono a manipolarlo con facilità. Nabiki, infatti, sfruttando il fatto che Ranma non riesce a contrariare una ragazza che si mostri ferita o in lacrime, ne approfitta spesso per trarne vantaggio.
Il suo orgoglio lo porta a non rifiutare mai una sfida e a non accettare la sconfitta; se ciò avviene lo si vede giurare vendetta, come nell'episodio in cui Akane lo batte indossando una tuta che aumenta la sua forza. Ranma è solito insultare o sfidare in combattimento chi lo infastidisce, finendo col peggiorare la situazione anziché risolvere il problema. La diplomazia, e soprattutto il tatto, non sembrano essere infatti tra le sue doti più spiccate.
Ancora: nonostante per tutto il manga non faccia che affermare la sua virilità e la sua intenzione di tornare un ragazzo a tutti gli effetti, a volte sfrutta il suo aspetto femminile per farsi comprare cibo dai ragazzi, o per giocare con i sentimenti di Ryoga, o ancora per nascondere la sua vera identità alla madre.
Ranma tuttavia, nonostante a volte si presenti come arrogante e meschino, ha i principi sani, rispetta i valori morali ed è altruista e di buon cuore: ha protetto o aiutato le ragazze in varie occasioni, ad esempio salvando Akane da Yamata no Orochi. Non ha problemi fondamentalmente ad aiutare le persone in difficoltà. In un episodio afferma di essere vegetariano, caratteristica che pare confermare la sua bontà d'animo. Non porta rancore a lungo: salva infatti la vita a Herb, che aveva cercato di ucciderlo, e non infierisce sul popolo del monte Hooh quando Safulan regredisce a uovo dopo la battaglia. Non mostra neanche astio verso Ryoga o Mousse, che non perdono occasione per cercare di batterlo. Anche i suoi compagni di classe tentano una volta di sconfiggerlo, attaccandolo in sei: quattro gli bloccano le braccia con dei bastoni e gli altri due gli fanno il solletico nel tentativo di indebolirlo, ma vengono sconfitti.
Un altro nemico di Ranma è il vecchio Happosai. I due nel corso del manga non fanno che infastidirsi a vicenda, eppure Ranma permette al vecchio maestro di ritornare dai Tendo dopo averlo trovato a spaventare i residenti di una località turistica. L'unico al quale proprio non sembra perdonare nulla è il padre Genma, il quale approfittò a suo tempo del fatto che Ranma fosse un bambino per rubargli delle merendine, padre che è la causa della sua condizione di mezzo uomo e della sua fobia per i gatti.
Altra pessima abitudine di Ranma è che, mentre è impegnato in qualcosa, si cura ben poco o niente di ciò che lo circonda, ad esempio mentre insegue il padre a Jusenkyo colpisce Ryoga e l'Eremita delle rane che cadono poi nella "sorgente del porcellino annegato" e nella "sorgente della rana affogata", o per evitare di far tardi all'ingresso della scuola arriva a saltare sulla testa della professoressa Hinako.
Infine, nonostante la sua natura di uomo, Ranma si dimostra nella sua versione di ragazza un vero esperto di lavori femminili. Il suo punto di forza è la cucina: sa cucinare meglio di Akane e questo talento lo induce a burlarsi della sua fidanzata che è un vero disastro ai fornelli.

### Paure
Ranma è generalmente senza paure. Ha un'unica fobia: i gatti. L'origine della sua ailurofobia è da attribuire al padre. Quando Ranma era piccolo, Genma, infatti, tentò di insegnargli una tecnica particolare: "l'attacco felino".
Tale tecnica prevedeva di coprire il corpo dell'allievo con pesce di vario tipo e gettarlo in una stanza con centinaia di gatti affamati; ovviamente si rivelò l'ennesima stupidaggine di Genma, infatti il padre di Ranma legge solo successivamente la seconda parte riguardante l'attacco felino e viene ad apprendere che questa tecnica è completamente inutile.
Un simile allenamento ha portato Ranma non solo alla conseguenza di temere i gatti più di qualsiasi altra cosa al mondo, ma anche la capacità di "gattizzarsi". Quando viene a contatto diretto con un gatto e il terrore raggiunge il massimo livello, Ranma perde il controllo di sé stesso, e agisce come un vero gatto, diventando peraltro imbattibile. In questa forma comincia a graffiare e a trasformare tutto in trucioli, totalmente fuori controllo.
Durante il manga e anime Ranma deve più volte venire a contatto con gatti, affrontando ad esempio un suo grande rivale Yokai Maomoling, il gatto fantasma, senza considerare che Shampoo, una delle sue aspiranti fidanzate, è caduta anch'essa nelle sorgenti maledette, e assume l'aspetto di un gatto se bagnata con l'acqua fredda.
Solo Akane, oltre ad una anziana signora cinese ormai deceduta, riesce a calmarlo in simili situazioni.

### Vita sentimentale
Ranma vive una delle più bizzarre vite amorose dei manga. Grazie all'ingordigia del padre e ad alcune circostanze sfortunate, il ragazzo col codino si ritrova varie fidanzate, nessuna delle quali sembra volersi arrendere e tutte più o meno legittimamente impegnate con lui tranne Kodachi Kuno, che però avrà una certa importanza come pretendente, scontrandosi in continuazione con le altre tre.
- La prima fidanzata presentata dal manga è Akane Tendo, a cui sembra destinato per un patto stipulato fra Genma e il migliore amico di quest'ultimo, Soun Tendo. Tra Ranma e Akane nascono complicità, affiatamento e amore anche se i due non lo ammetteranno mai apertamente.
- La seconda spasimante è Shampoo, appartenente alla tribù cinese delle amazzoni; Shampoo viene sconfitta da Ranma durante il suo addestramento in Cina e per una donna amazzone perdere contro una straniera è un alto disonore, Shampoo si impegna quindi ad inseguire Ranma-ragazza fino in capo al mondo pur di vendicarsi. Quando, alla fine, la raggiungerà in Giappone, Shampoo sarà sconfitta di nuovo e questa volta da Ranma-ragazzo e dato che, secondo una legge delle amazzoni, quando una donna è battuta da un uomo più forte di lei deve sposarlo, Shampoo diventerà rivale di Akane e in più occasioni cercherà di eliminarla.[11]
- La terza pretendente è Ukyo Kuonji, amica d'infanzia di Ranma che, però, credeva erroneamente fosse un maschio; Genma aveva promesso Ranma in sposo a Ukyo in cambio del carretto di okonomiyaki che la ragazza ha ricevuto in dote dal padre; Genma però scappò con Ranma e il carretto e la ragazza, dopo anni di allenamento in okonomiyaki e arti marziali, ritrova i Saotome e rivendica la sua posizione di fidanzata.[5] Ukyo è effettivamente l'unica, oltre ad Akane, a potersi definire fidanzata con Ranma, tanto che lo stesso Genma la definisce tale. A differenza di Shampoo e Kodachi, però, Ukyo ha un ottimo rapporto con Ranma, il quale la considera la sua migliore amica.
- La quarta è invece Kodachi Kuno, sorella di Tatewaki Kuno, follemente innamorata di Ranma, tanto da chiamarlo ogni volta "l'adorato Ranma", acerrima nemica di Ukyo, Akane e Shampoo.[12] Kodachi pratica la ginnastica ritmico-marziale e si innamora a prima vista di Ranma-ragazzo, mentre odierà enormemente Ranma-ragazza (infatti non sa del segreto dell'amato, anzi non si accorge della trasformazione neanche quando avviene sotto i suoi occhi). Pur non essendo promessa sposa a Ranma, assume una certa rilevanza come pretendente.

Anche altri personaggi fanno la corte a Ranma, tra questi Tatewaki Kuno, fratello di Kodachi, combattuto fra l'amore per Akane Tendo e per la misteriosa "ragazza col codino". Tra i pretendenti maschi di Ranma (almeno fino alla scoperta della sua vera identità) ricordiamo Sentaro Daimonji, Yohyo Tsuruyasennen (nel manga) e Picolet Chardin II.
Inoltre, nell'episodio 59 La separazione dello spirito, Ranma viene corteggiato e stregato dalla sua forma femminile, diventata uno spirito maligno a causa di Happosai. Nei primi episodi della serie un'altra pretendente di Ranma è Kaori, una ragazza a cui Genma l'aveva promesso quando erano neonati in cambio di cibo.
Nonostante il gran numero di pretendenti, Ranma è interessato pochissimo agli affari di cuore e molto agli allenamenti; tuttavia, prova imbarazzo e si sente meno forte del solito quando vede una delle sue fidanzate piangere o intristirsi.
Durante il manga capita spesso che Ranma si ritrovi con Akane in situazioni imbarazzanti e che tra i due sembri finalmente fatta, ma proprio nel momento decisivo spunta sempre qualcuno a disturbarli o interromperli.

Nel manga, alla fine, durante uno scontro in cui Akane sta per morire, Ranma realizza quali siano i suoi sentimenti per lei pensando: "Volevo dirti che ti amo". Akane ammette di ricambiare il suo amore e i due vorrebbero sposarsi, ma destino vuole che sopraggiungano tutti gli altri personaggi a impedirlo, perciò Ranma e Akane decidono di celebrare il matrimonio in futuro.

## Rivali

### Rivali ricorrenti
Questi sono i rivali con cui combatte più spesso Ranma. Alcuni di loro, come Ryoga, in seguito diventeranno amici del ragazzo, altri come Mousse si alleano con lui occasionalmente.
- Tatewaki Kuno: è il più assiduo rivale per la versione maschile di Ranma e che continua a cercare di battere Ranma per conquistare la Ragazza col codino e Akane Tendo. È più debole di Ranma ma dispone di una forza non indifferente, spesso dimenticata a causa della sua enorme comicità e stupidità come personaggio, tale da consentirgli di disintegrare pietre e statue di cemento solo con lo spostamento d'aria della sua katana di legno e di generare piccoli tifoni con quest'ultima. Secondo Ranma, se Kuno utilizzasse una katana vera sarebbe imbattibile, ma vista la sua stupidità perderebbe comunque contro di lui.
- Ryoga Hibiki: Non è proprio un vero rivale poiché prova anche un legame di amicizia verso Ranma, ma generalmente è sempre pronto a sconfiggerlo, anche perché è innamorato di Akane ed è geloso di Ranma per via del suo fidanzamento con lei. Diversamente dagli altri rivali di Ranma lui vuole batterlo sempre in modo leale; quando Happosai toglie a Ranma la sua forza fisica infatti tutti cercano di batterlo, mentre Ryoga invece non solo lo difende battendo tutti gli altri da solo, ma lo aiuta anche ad allenarsi per poter apprendere l'Uragano del Dragone, tecnica con cui sconfiggere Happosai e riappropriarsi della sua forza. È fisicamente forte quanto Ranma, ma meno veloce e agile.
- Kodachi Kuno: è una rivale di Ranma-ragazza con cui si batte spesso per conquistare Ranma-ragazzo.
- Hikaru Gosunkugi: è l'antagonista meno forte di tutti ed è sempre pronto con i suoi metodi vudù per sconfiggere Ranma e conquistare Akane.
- Mousse: Per via dell'infatuazione di Shampoo verso Ranma, Mousse non perde occasione per tentare di sconfiggere Ranma e ciò lo rende uno dei rivali di Ranma più ricorrenti. La sua forza, però, non è granché, è ben inferiore anche a Shampoo, ma ha una grande conoscenza di armi ed esplosivi.
- Happosai: è il più ricorrente dei rivali di Ranma che per tutto il manga e l'anime non fanno altro che infastidirsi a vicenda ma Ranma non serba rancore verso il maniaco. È un combattente, per quanto comico, dotato di una potenza straordinaria, tale da consentirgli con un solo colpo di far volare letteralmente via Ranma. In uno scontro "1 contro 1" Ranma non è mai riuscito a batterlo, visto che Happosai è potentissimo, a dispetto delle apparenze. Happosai è anche in un certo senso il maestro di Ranma poiché il padre, per non ritrovarselo come insegnante di nuovo, gli affida il figlio. In certe occasioni Happosai si comporta davvero da maestro con Ranma, ma la tendenza di quest'ultimo a diventare donna con l'acqua fredda provocano quasi sempre atti maniacali da parte del vecchio.
- Collant Taro: È il rivale meno ricorrente, per il fatto di essere comparso relativamente tardi nella storia, ma è probabilmente il più forte e abile, al pari di Ranma nell'abilità delle arti marziali. Si trasforma in un potente mostro a contatto dell'acqua fredda. Appare la prima volta e rapisce Akane, volendo in cambio il vecchio Happosai. Ricompare poi solo nel manga in due occasioni: la prima, cercando di sconfiggere definitivamente Happosai, e la seconda, però in veste di alleato per sconfiggere Rouge.

### Altri rivali
- Yokai Maomoling: è un gatto-fantasma di 3000 anni che si innamora di Shampoo. Non è un rivale temibile per la sua forza in quanto è praticamente nulla ma, essendo un gatto, Ranma non riesce ad attaccarlo a causa della sua ailurofobia.
- Herb: Erede della dinastia Jako. Uno dei nemici più forti di Ranma in quanto sa anche utilizzare il Ki, scaturendo colpi molto potenti.
- Ryu Kumon: Erede della scuola di arti marziali Kumon. La sua palestra è andata a pezzi perché il padre ha utilizzato lo Yamasen-ken, insegnato da Genma. Ryu vuole l'altra tecnica creata dal padre di Ranma, l'Umisen-ken, per poter riparare la sua scuola di arti marziali. A tal proposito, finge di essere Ranma con Nodoka.
- Safulan: Sovrano del Monte Hooh e ultimo nemico di Ranma. Per ottenere la sua forma definitiva deve utilizzare l'acqua di Jusendo, fermando così però il flusso dell'acqua che arriva alle sorgenti maledette.

## Sessualità
(Tipica frase di Ranma)

Ranma ragazza

Sebbene Ranma si trasformi in una ragazza, ha una forte identità maschile. Anche quando costretto ad indossare i vestiti di Akane, infatti, non accetta di usare biancheria femminile e resta sempre con i boxer.
Nonostante possa assumere l'aspetto femminile, si imbarazza alla vista di una ragazza nuda.
Essendo un ragazzo, non ha pudore femminile e spesso in casa non indossa la maglietta, poco attento agli effetti che la vista del suo corpo comporta agli altri.
Durante la serie è spesso accusato di comportarsi da pervertito, come quando ad esempio, nel tentativo di cacciare P-chan durante la notte, cade su Akane che stava dormendo, o quando, nel tentativo di trovare una famigerata Nan Nichuan giapponese (adattata nell'edizione italiana dell'anime come Sorgente della Volpe Rossa), cerca di entrare in tutti i modi nello spogliatoio femminile della sua scuola.

## Poteri e abilità
Oltre la sua abilità di cambiare sesso, Ranma ha una notevole abilità nelle arti marziali, questo perché le riusciva a padroneggiare già in giovane età, e ciò lo rende il personaggio più forte dell'universo di Ranma ½, anche se in certe occasioni si nota la sua fatica contro Obaba e Happosai. Il suo stile di combattimento è indiscriminato e, quindi, aperto ad ogni tipo di tecnica ed è esperto di vari stili di combattimento, come pure la ginnastica ritmica marziale. Ranma si dimostra parecchie volte molto sensitivo. Le più famose tecniche che Ranma ha dimostrato con le sue abilità sono queste (a causa delle differenti traduzioni, sia del fumetto che delle serie animate, le tecniche possono avere in italiano più nomi. Dove indicato il doppio nome, il primo sarà il nome del manga e il secondo quello dell'anime):
- Neko ken[15]/Colpo del gatto - Una discutibile tecnica trovata da Genma in un antico libro, e sconsigliata perché, alla fine, rende pazzo l'allievo. In teoria, l'allievo dovrebbe acquistare agilità e caratteristiche feline. In pratica, seguendo le indicazioni del libro, Genma ha ricoperto il giovanissimo Ranma di cibo per gatti e lo ha gettato in una cantina piena di gatti affamati. Risultato, Ranma ha sviluppato una terribile forma di ailurofobia, utilizzata nelle gag. Ma non solo. Quando la sua paura per i felini giunge al culmine, Ranma comincia a miagolare e comportarsi come un gatto, acquisendone anche l'agilità. Salta velocemente da un albero all'altro, muovendosi a quattro zampe e distruggendo con le unghie eventuali ostacoli sulla sua strada. Questo strano comportamento mette in difficoltà anche gli avversari più esperti[10]. In questo stato, Ranma perde ogni coscienza di sé e può essere riportato alla normalità solo dalla presenza di una persona "fidata". La prima volta, riferisce Genma, il piccolo Ranma venne calmato da una vecchia signora. Nell'anime e nel fumetto l'unica persona che riesce a calmare Ranma è Akane, con non poco imbarazzo da parte della ragazza.
- (Amaguriken)/Tecnica per cuocere le caldarroste a mani nude sul fuoco/Tecnica delle castagne modificata - Una serie rapidissima di colpi. Si devono saper compiere ampie oscillazioni laterali delle braccia ad una velocità in cui non si riescono a distinguere i singoli movimenti. È un'antica tecnica cinese, tramandata da Obaba, e il suo nome deriva dal fatto che per impararla si devono prendere delle castagne dal fuoco senza scottarsi, per acquisire velocità di movimento. Poiché Ranma, nel periodo in cui viene a conoscenza di questa tecnica, non può sopportare il calore a causa di un "sortilegio" della stessa Obaba, si allena tirando pesci fuori dall'acqua con le mani. Utilizza questa tecnica soprattutto quando è una ragazza (e quindi più agile e veloce nei movimenti)[16].
- Doppio pugno tambureggiante/ Versione modificata della tecnica delle castagne - Una serie rapida di colpi, che ricorda la tecnica della castagna ma a velocità leggermente inferiore e con colpi più diretti. Utilizza questa tecnica soprattutto quando è maschio (e quindi più forte).
- Gomitata atomica - Usata contro Ryoga nella sua versione femminile usa il gomito per sferrare l'attacco ma il piano non si dimostra buono.
- Tecnica di coppia del fiume impetuoso - Tecnica effettuata in coppia con Akane nell'episodio Arriva il cambia insegne. Questa tecnica viene utilizzata solo nell'anime.
- Tecnica finale della scuola Saotome - Ovvero la "Fuga a gambe levate"; come afferma Genma Saotome, "è una tecnica molto difficile". Non si tratta solo di scappare: durante la fuga, l'artista marziale deve distanziare l'avversario e, contemporaneamente, elaborare una nuova strategia di attacco; fuggire e pensare, e poi attaccare di nuovo. Si può definire una "ritirata strategica". Questa "tecnica" viene utilizzata con successo contro Ryoga, rafforzato e istruito da Obaba nella "Tecnica dell'Esplosione"[17].
- Hiryu Shoten Ha/Uragano del dragone - Una tecnica delle Amazzoni, insegnata da Obaba e appresa in un periodo in cui Happosai lo aveva privato di tutta la sua forza. Questa tecnica permette di sbaragliare uno o più avversari senza bisogno di potenza fisica, generando con questa tecnica un potente tornado. Si deve rimanere calmi, freddi e sulla difensiva, mentre l'avversario deve essere impegnato, caldo ed attaccare di continuo. Si deve riuscire ad indietreggiare formando una spirale perfetta, in modo da imbrigliare l'energia data dalla differenza di temperatura dei due contendenti. Arrivati al centro della spirale, si deve alzare il pugno per rilasciare l'energia e dare vita ad un tornado che risucchia l'avversario facendolo volare via ad enorme distanza. Se ci sono più avversari o lo spirito combattivo dell'avversario arde più del normale, l'energia prodotta è maggiore, quindi il tornado è più potente e rischia di risucchiare anche chi lo utilizza[18]. Nello scontro con Herb per la ricerca del Kaishuihu, Ranma ha creato una variante chiamata Hiryu Korindan (pallottola del drago volante)[19]. Altre due varianti sono state utilizzate nell'ultimo volume del manga. La prima si chiama Hiryu Hyotoppa  (Il drago che sfonda la lastra di ghiaccio) e la utilizza per sconfiggere Safulan[20]. La seconda è chiamata Hiryu Gotenha  (Drago che volge lo sguardo al cielo e lo fa esplodere) e la utilizza per far arrivare l'acqua in cielo e salvare la vita ad Akane[21].
- Colpo meteorico della gamba con collant/Tecnica del calcio della cometa - Tecnica usata contro Collant Taro. Consiste nel lanciarsi contro una superficie usando un collant, usare la superficie come trampolino in modo da sferrare un calcio potentissimo[22].
- Shishi Hoko Dan/Colpo del leone - Un colpo di energia che può ricordare un Hadoken di Street Fighter II o una Kamehameha di Dragon Ball. Viene appreso nell'episodio 141 nel quale lo imparano sia lui che Ryoga, anche se poi quest'ultimo riesce a portarlo ad un livello superiore grazie alla sua rabbia ed infelicità. Infatti questo colpo sfrutta l'energia sprigionata proprio dalla infelicità e frustrazione della persona e si concentra in una sfera di luce che, nella versione finale (utilizzata solo da Ryoga) diventa una colonna di energia.
- Moko Takabisha/Uragano della tigre - Tecnica inventata da Ranma per contrastare il Colpo del leone di Ryoga. Invece di concentrare i sentimenti negativi, sfrutta quelli positivi (o, in alternativa, Ranma si basa sulla fiducia in sé stesso anziché sull'autocommiserazione; in pratica, invece di piangersi addosso, si dà delle grandi arie). Questa tecnica si rivelerà però inferiore alla versione finale del Colpo del leone di Ryoga che risulterà più potente. Non va confuso con il Moko Rakuchisei (colpo della tigre prostrata), inventato da Genma, colpo che consiste nel prostrarsi a terra urlando: "Chiedo scusa! Chiedo scusa!". Esistono alcune variazioni:
  - Double Moko Takabisha - Variante dell'Uragano della Tigre usata contro Hinako Ninomiya. Consiste nel sparare due attacchi usando tutte e due le mani.
  - Shishihokodan Mokotakabisha: Unione del Colpo del Leone e dell'Uragano della Tigre, vista solo nello speciale filmato d'apertura del Rumik World del 2009 contro Ataru Moroboshi, dopo che questi l'ha trasformato in donna per uscire insieme e aver ricevuto la scarica elettrica di Lamù e la Kongoshoha di Inu Yasha.

Oltre alle tecniche qui elencate, ci sono anche le tecniche proibite ideate da Genma, come lo Yamasen-ken e l'Umisen-ken. Questi sono due gruppi gemelli di tecniche, il primo basato sulla potenza e il secondo sull'agilità (tecnica tipo quercia e tecnica tipo salice). Ranma impara ad usare l'Umisen-ken.
- Umisen-ken - Usando questa tecnica, Ranma colpisce l'avversario muovendosi agilmente in un modo così particolare che il colpo (un pugno o calcio) non può essere visto in alcun modo dall'avversario. È una tecnica rapidissima che non permette all'avversario di vedere il colpo sferrato, poiché viene scagliato in modo tale da risultare invisibile ad occhio nudo, e quindi non può essere evitato.